# Каули, Джилл
Джиллиан (Джилл) Каули (англ. Gillian (Gill) Cowley, 8 июля 1955, Китве, Северная Родезия) — зимбабвийская хоккеистка (хоккей на траве), полевой игрок. Олимпийская чемпионка 1980 года.

## Биография
Джилл Каули родилась 8 июля 1955 года в посёлке Китве в Северной Родезии (сейчас часть города Китве-Нкана в Замбии).
Играла в хоккей на траве за «Солсбери Спортс» из Солсбери.
В 1980 году вошла в состав женской сборной Зимбабве по хоккею на траве на летних Олимпийских играх в Москве и завоевала золотую медаль. Играла в поле, провела 5 матчей, забила 1 мяч в ворота сборной Австрии.
Переехала в Новую Зеландию, работала в бухгалтерской фирме.

## Семья
Есть сын.